# 戰地風雲：英雄
《戰地風雲：英雄》（英語：Battlefield Heroes，简称BF:H），是由美商藝電旗下EA DICE工作室开发的一款卡通风格射击遊戲。戰地風雲：英雄是美商藝電Play 4 Free免费游戏计划的第一款产品，游戏本身免费，商家通过廣告和付费道具赚取利润。

与传统的战地系列游戏不同，战地：英雄是第三人稱射擊遊戲，只有在使用特殊武器瞄准时才会变为第一人称。遊戲在2008年推出内测版，陆续发放内测资格号，2009年6月25日推出公众测试版。游戏注重简易型和上手性，玩家只需要在网页浏览器上操作就可以进行游戏。游戏支持最多16人同时对战，在游戏内為公平起見，玩家將會與自己同等級的其他玩家遊戲。
《戰地風雲：英雄》與其他的美商藝電免費遊戲《戰地風雲：免費玩》、《極速快感：世界》和《FIFA World》都在2015年7月14日關閉伺服器。

## 遊戲玩法
每次遊戲開始時雙方有50分及1支軍旗。當玩家成功殺敵後，對方就會減少分數，不過要小心己方的旗子被敵人搶去，但其中一方無法以取旗子而殺敵數較少來獲得勝利。而遊戲內的配對系統玩家只能與等級相若的玩家參與. 兩個勢力分別被稱為the National Army（國防軍、紅色旗）及the Royal Army （皇家軍隊、藍色旗）。目前只有第三身視點，但開發人員表示正在開發第一身視點。玩家死後的重生時間為5秒。游戏的“Intelligent Spawn System”会让玩家在接近主要戰爭地區的据点重生，但玩家也可以手动选择重生点。
遊戲中的積分系統叫Metagame （非官方名稱），玩家可以決定是否參與其中。
與以前的戰地風雲系列相似，本作都有職業系統，不過只剩下三種職業。分別是突擊兵（輕裝）、士兵（中裝）及槍手（重裝）。

### 角色
每名角色設定名只能使用一名職業及一個陣營，玩家無法更變角色的職業及陣營。這使遊戲與MMO遊戲更相似，玩家更能夠專注於一項職業上。為避免玩家可以使用多個職業，每個帳戶最多擁有四名角色，以解決職業及陣營的問題。

### 突擊兵
突擊並很明顯是ㄧ隊很輕便、靈敏、快速的部隊，特別是從對方手上奪去物資，已知道的武器是一把狙擊步槍和一把刀，雖然狙擊步槍具有很高的殺傷力;但配上的一把刀不僅殺傷力極低，而且也不能一次幹掉一個敵人。因為突擊兵是間諜兵，所以他們的血液量比其餘兩個兵種少，但有特殊技能。突擊兵通常穿著捲袖/短袖的夾克、長長的緊身褲和帶著貝雷帽。

### 士兵
眾所周知;一般以戰爭作主題的遊戲，士兵是每方面都平均的。現在已知的武器有衝鋒槍和手槍。他們也有特殊技能－"透視"("See-the-Enemy")和"補充血量"。他們的穿著是:長袖夾克、長褲和輕便頭盔。

### 槍手
槍手是重兵部隊，這就意味著他們像龜那麼慢，卻是最厲害的一支部隊。他們精於機槍、火箭炮和燃燒中的炸彈，他們也有特殊技能。他們的特徵是穿着笨重的夾克、笨重的短褲和笨重的頭盔。

### 能力
角色可從等級上升取得特殊能力。已知的技能是Grenade Spam（一次過可以投擲5個手榴炸彈）, I Eat Grenades（把所有接近你的爆炸性物质“吃掉”然后把它们变成hp），Blasting strike (把所有接近你的敌人和空的车辆弹开)、Combat medicine、Burning bullet、 6th sense 以及 Frenzy Fire.
士兵可以治療鄰近玩家的友軍。當玩家的角色受到傷害時可以使用繃帶回復生命值。在生命值全滿時使用繃帶可以提升生命值上限，因此遊戲內沒有醫療兵的角色。

### 成就系統
成就系統是可以使玩家解鎖一些隱藏內容，完任指定任何即可解鎖。玩家可以透過完成任務升級。積分可以購買道具。

### 物品
裝飾物品一共有12種，包括:頭部、臉部、髮型、頭盔、夾克、鞋子、頸部、領巾、手腕、腿部、雙足。還有附加裝飾品:眼罩、徽章、帽子、靴子、護眼鏡、皮帶和手套。在不久的將來，他們還可能會增加其他物品，特別是玩家們在社區的請求。

### 取得平衡
遊戲裡並沒有很多的武器;但有令人懷念的舊式黏性炸彈，這些都是對付坦克很有效的武器，所以不怕得不到平衡、弄得兩邊的實力懸殊。這就意味著飛機、坦克不是萬能的，雖然他們是殺傷力比較高的武器;除了剛才所說的手榴彈之外，還有對殲滅飛機有奇效的子彈。

## 测试阶段

### 封閉內測
在2008年5月6日開始進行第一階段的內測，測試的全都是一些受邀請的遊戲測試專家。同年8月至9月，官方分别在官方网站和PAX展会上发放了近千个内测号。11月14日第一阶段内测告一段落。
2009年2月11日，官方重启了内测服务器，并逐批发放新的内测号。至4月2日，官方宣布已发放50000个内测号。

### 公众测试
2009年6月25日，战地：英雄进入公众测试阶段。新来的玩家不需要申请内测号即可进入游戏。3个月后，官方宣布在册的帐号数量已达到200万个。

## 外部連結
- 官方网站